# 아산호
아산호(牙山湖)는 충청남도 아산시 인주면 공세리와 경기도 평택시 현덕면 권관리 사이에 아산만과 안성천 하구를 가로지르는 아산만방조제가 건설됨에 따라 형성된 인공 담수호이다. 수도권, 특히 평택시 지역에서는 호반에 자리잡은 관광단지의 이름을 따 평택호(平澤湖)라고 부르기도 하나 아산호가 호수의 공식 명칭이다.

## 개요
1973년 농업진흥공사가 농업용수원을 조성하고 조수의 역류로 인한 염전의 피해를 막기 위해 아산시와 평택시 사이의 아산만으로 흘러드는 안성천 하구에 연장 2,564미터, 높이 8.5미터, 폭 12미터의 방조제를 건설하였다. 방조제의 저수 용량은 225만 톤으로 저수된 물을 평택에서는 농업용수, 아산에서는 공업용수로 이용하고 있다.

## 주변 정보
호수 인근에는 평택호관광단지, 아산인주지방산업단지, 아산 공세리성당 등이 위치해 있다.

## 명칭에 관한 논란
본래 방조제를 건설하면서 호수 및 방조제의 명칭은 아산만의 이름을 따 아산만방조제, 아산호로 지어졌으며, 방조제 입구에 세워진 기념비에도 아산호라는 명칭이 새겨졌다. 그러나 1990년 농어촌진흥공사 평택지사가 아산만방조제 및 호수의 관리권을 갖게 되고 1994년 평택시 쪽의 아산호국민관광지의 명칭이 평택호관광지로 변경된 후 평택시와 경기도 측이 호수를 대외적으로 '평택호'라고 부르기 시작하고 아산만방조제와 연결되는 국도 제39호선 상의 교량에 '평택호대교'라는 이름을 붙이면서 명칭에 관한 논란이 시작되었다. 아산시 측은 1973년 방조제 준공 당시부터 호수의 명칭이 아산호였으나 평택호 관광지 개발 계획이 수립되면서 평택호라는 이름으로 불렸다고 주장하며, 평택시 측은 1994년 4월 25일 교통부 고시 제1994-25호로 관광지 명칭이 아산호에서 평택호로 변경 고시되었고, 관보에도 게재되었으며 현재 농어촌공사 평택지사가 호수를 관리하는 만큼 평택호 명칭은 문제가 없다고 주장한다.
지역 언론들 또한 충남권 신문인 대전일보 등은 호수의 명칭을 '아산호'로 표기하는 반면, 경기권 신문인 경인일보 등은 '평택호'로 표기하는 등 언론을 통한 명칭 갈등 또한 계속되고 있다.
그러나 교통부 고시 제1994-25호에는 '경기도 평택군 현덕면 권관리 일원에 위치한 아산호관광지의 명칭을 평택호관광지로 변경한다'고 고시하고 있을 뿐 호수 자체의 명칭을 변경한다는 내용은 없으며, 2010년 4월 5일 아산시는 기관지인 《스마트아산뉴스》를 통해 "2010년 3월 3일 농림수산식품부 회신자료내용에 따르면 농어촌정비법 제17조(종전 근대화 촉진법 제158조의 2)등이 정하는 바에 따라 1988년 방조제와 배수갑문에 대해 '아산방조제'로 등록 되었고 담수호도 '아산호'로 등록되어 있다. 현재까지 '아산 방조제-배수갑문 및 아산호'에 대한 명칭변경은 없었다."고 밝혔다.
또한 아산시 지역구 의원인 새누리당 이명수 국회의원은 "한국농어촌공사 평택지사에서 ‘평택호’ 지사로 사용되고 있다"는 민원과 관련하여 한국농어촌공사 관계자에게 질의한 결과, "아산만에 방조제를 축조했기 때문에 사업계획 수립 당시부터 ‘아산호’, ‘아산방조제’라는 공식적인 명칭을 사용하게 됐고, 현재에도 모든 업무에서 시설물 등록 명칭인 ‘아산호’로 사용하고 있다"는 답변을 받았다.
한편, 수원일보는 2009년 7월 24일자 기사에서 이 호수를 '아산호'로 지칭하였으며, 네이버 지도 정보에서는 이 호수의 명칭을 '평택호'로 소개하면서도 지도상에는 '아산호'로 표기하는 등 수도권 내에서도 현재까지 호수의 명칭이 통일되지 않고 두 가지가 혼용되어 사용되고 있는 실정이다.